# Denis Vieru
Denis Vieru (Chisináu, 10 de marzo de 1996) es un deportista moldavo que compite en judo.
Participó en dos Juegos Olímpicos de Verano, en los años 2020 y 2024, obteniendo una medalla de bronce en París 2024, en la categoría de –66 kg.
Ganó dos medallas de bronce en el Campeonato Mundial de Judo, en los años 2019 y 2022, y tres medallas en el Campeonato Europeo de Judo entre los años 2020 y 2023.

## Palmarés internacional
| Juegos Olímpicos   | Juegos Olímpicos        | Juegos Olímpicos  | Juegos Olímpicos |
| Año                | Lugar                   | Medalla           | Categoría        |
| ------------------ | ----------------------- | ----------------- | ---------------- |
| 2024               | París (Francia)         | Medalla de bronce | –66 kg           |
| Campeonato Mundial |                         |                   |                  |
| Año                | Lugar                   | Medalla           | Categoría        |
| 2019               | Tokio (Japón)           | Medalla de bronce | –66 kg           |
| 2022               | Taskent (Uzbekistán)    | Medalla de bronce | –66 kg           |
| Campeonato Europeo |                         |                   |                  |
| Año                | Lugar                   | Medalla           | Categoría        |
| 2020               | Praga (República Checa) | Medalla de bronce | –66 kg           |
| 2022               | Sofía (Bulgaria)        | Medalla de bronce | –66 kg           |
| 2023               | Montpellier (Francia)   | Medalla de oro    | –66 kg           |